# Lac Tangipahoa
Pour les articles homonymes, voir Lac Noir.
Le lac Tangipahoa est un lac de barrage situé au sud-ouest de la ville de McComb dans le comté de Pike dans l'État du Mississippi.

## Géographie
Le lac Tangipahoa est alimenté principalement par les eaux de la Rivière Tangipahoa. Un premier barrage en remblai a été construit en 1940, mais il a rompu deux ans plus tard. Un second barrage fut reconstruit en 1945 après la Seconde Guerre mondiale. Ce dernier barrage mesure 700 mètres de long pour une hauteur de 10 mètres.
Le lac s'étend sur une longueur de 3 kilomètres avec une largeur d'environ un kilomètre. Sa superficie est de 2.24 km².

## Histoire
En 2012, le cyclone tropical, Isaac, a ravagé la région et le lac artificiel a débordé provoquant l'évacuation d'environ 600 000 personnes. Le flot fut ensuite canalisé et le barrage tint bon avant le retour des habitants dans leur foyer.

## Liens externes

Pompage de l'eau du lac Tangipahoa après le passage de l'ouragan Isaac de 2012.